# Kettnerammina
Kettnerammina es un género de foraminífero bentónico de la familia Moravamminidae, de la superfamilia Moravamminoidea, del suborden Fusulinina y del orden Fusulinida. Su especie tipo es Kettnerammina givetiana. Su rango cronoestratigráfico abarca el Givetiense (Devónico superior).

## Clasificación
Kettnerammina incluye a las siguientes especies:
- Kettnerammina givetiana

Otras especies consideradas en Kettnerammina son:
- Kettnerammina mesodevonica †, de posición genérica incierta
- Kettnerammina pauciseptata †, de posición genérica incierta